# Auritella geoaustralis
Auritella geoaustralis är en svampart som beskrevs av Matheny & Bougher ex Matheny & Bougher 2006. Auritella geoaustralis ingår i släktet Auritella och familjen Inocybaceae.   Inga underarter finns listade i Catalogue of Life.